# Стариха, Иван
Иван Иванович Стариха (словен. Ivan Janka Stariha; 11 декабря 1922, Чрномель — 7 ноября 1942, Толсти-врх, гора Добровле) — югославский словенский партизан Народно-освободительной войны, Народный герой Югославии. Известен под псевдонимом «Янко» (словен. Janko).

## Биография
Родился 11 декабря 1922 года в Чрномеле. Член Союза коммунистической молодёжи Югославии с 1938 года, член Коммунистической партии Югославии с 1940 года. В августе 1941 года вступил в Белокраньскую партизанскую роту, позднее служил в Ново-Местской партизанской роте. В ночь на 3 ноября 1941 принял участие в атаке на Бучко и был ранен в бою. После восстановления вернулся в строй и возглавил Мокроношскую роту, до августа 1942 года командовал батальоном и был оперативным офицером во 2-й группе партизанских отрядов. Погиб в бою 7 ноября 1942 года на вершине Толсти-врх, на горе Добровле.
Звание Народного героя Югославии присвоено посмертно 20 декабря 1951.